# 诗歌
诗歌（英語：poetry）是一种有节奏和韵律、表达凝练、结构多样、用于反映生活和表达情感的文学体裁。诗歌被认为是文学最初的起源，其最初发生于尚未有文字的人类社会，以口语的形式流传，并与音乐、舞蹈结合。最早的诗歌可以追溯到史前时代非洲的狩猎诗。较为早期的诗歌包括：中国的古代民歌《诗经》；建于公元前25世纪的非洲金字塔中发现的金字塔铭文；西亚美索不达米亚文明的《吉尔伽美什史诗》；梵语文学中的吠陀；祆教文学里的伽薩；荷马史诗，包括《伊利亚特》和《奥德赛》。亞里斯多德的《詩學》曾企圖界定詩歌，主要聚焦於修辭以及戲劇、歌曲與喜劇中措辭的運用。後來人們認為詩的特點在於可以吟誦，以及如字句段落的格式與韻律的要求，並強調詩的美感，稱為韻文，以此與散文相區別。至二十世紀中期，詩的定義轉為寬鬆，即以語言作的基本創作。詩能夠自成一格，也能與其他藝術相結合，如詩劇、歌詞或散文詩，文字配上音樂則稱為歌。诗歌将观察、意识等结合，以正式或者非正式的、有韵律的形式表达。诗歌所表达的内容与情感范围很广，包含敘述性、戲劇性、諷刺性、訓誡式、情色和個人形式等等。

## 歷史
詩来源于上古人类的原始宗教、神话及口传文学、劳动号子和民歌。古時很多詩是可以歌唱的，诗常和音乐、舞蹈结合在一起，因此亦稱为「诗歌」。
最早有紀載的詩歌是公元前2150年的《吉尔伽美什》。印度的《吠陀》(1700-1200 BC) 。欧洲在古希腊時期開始有詩歌，著名的诗人有荷马、萨福和平达等。古罗马時間著名的詩人有卡图鲁斯、维尔吉和贺拉斯等。一些長篇的詩歌描述了歷史和神話故事，又稱為史詩。亞里斯多德的《詩學》開始對詩作出論述，其著作對後來歐洲和中東的詩歌都有影響。中世紀時基督教的儀式中常常會吟誦聖詩，民間亦常常有遊吟詩人到處唱誦詩歌。文藝復興時期英國有著名詩人和劇作家莎士比亞(1564-1616)創作了不少十四行詩，在他的戲劇中也有不少詩歌。之後產生了抒情詩、田園詩等類型，直到二十世紀中期，現代詩的定義轉為寬鬆，即以語言作的基本創作。近代更有數字詩興起。現在詩常常發表於專門雜誌（如西方最古老的《詩》與《牛津詩歌》）、個人作品集、眾作家詩選集、與英美詩歌翻譯選輯等。
中国诗很多時稱為「詩詞」或「詩詞歌賦」。中國的詩詞有悠久的历史，早期的詩詞有《诗经》、《楚辞》和汉《乐府》等。據趙翼統計《左傳》引《诗经》有二百一十七處。詩詞有一定的格律要求，據考證有不少詩詞本來是可以歌唱的，但大多數音樂已經失傳。

## 原理
詩除了表達作者的思想和情感，亦反映社会文化，富於想象，語言具有節奏韻律，傳統的詩歌亦常常對結構格式有一定要求。詩的特點在於除了可以閱讀，亦宜於吟誦，又或者和其它藝術形式結合表演。詩常透過特定的形象和技巧，讓字詞除了表面意義之外，蘊含另一層意義，或喚起情感共鳴。

### 節奏
傳統的詩被稱作韻文(verse)，和散文(prose)不同之處在於有獨特的結構、節奏和韻律。歐洲語言的字詞本身有重輕音節的區別，因此西方的詩也特別著重字詞的節奏(rhythm)。從希臘時代開始，不少的詩由輕重格(抑揚格，iamb)或重輕格(揚抑格，trochee)等的節拍(meter)組成。而在中國，由於中文的詞語本身可以由兩字或三字等組合而成，例如一句七字句的詩詞常常可以分作「四、三」或「二、二、三」的詞組。由於這種特性，每個詞組之間唸起來自然形成短的停頓，形成中國詩詞獨特的節奏感。

### 韻律
無論西方或中國的詩都注重字詞的聲韻，常常利用押韻將句子的結尾關聯起來。漢語本身有平仄聲調的分別，因此不少詩詞對字句的聲調有一定的格式要求，稱為格律。

### 結構
傳統詩對每一句的字節的數目，以及句子的數目都有一定的格式要求，利用整齊的句子或不規則的長短句來達致節奏上的美感，如西方的十四行詩，和中國的近體詩有五言绝句、七言律詩等格式。

### 技巧
詩常常會利用字詞、句子和段落的組合來賦予涵義的層次性和關聯，亦會透過對仗、排比、疊字、疊句等技巧來表現美感。押韻和節奏除了營造音樂般的效果，亦可以達到聯想和共鳴的功用。
在內容上詩歌常常運用隱喻、譬喻與借喻等等手法來暗示一些文字以外的意義，透過對景物的描寫來加強想像，甚至可以創造兩個迴然相異的意象互相輝映，如運用歧義、象徵、反諷等「詩的語言」的文體手法，使詩作遺留多樣、自由的解釋空間。

## 形式

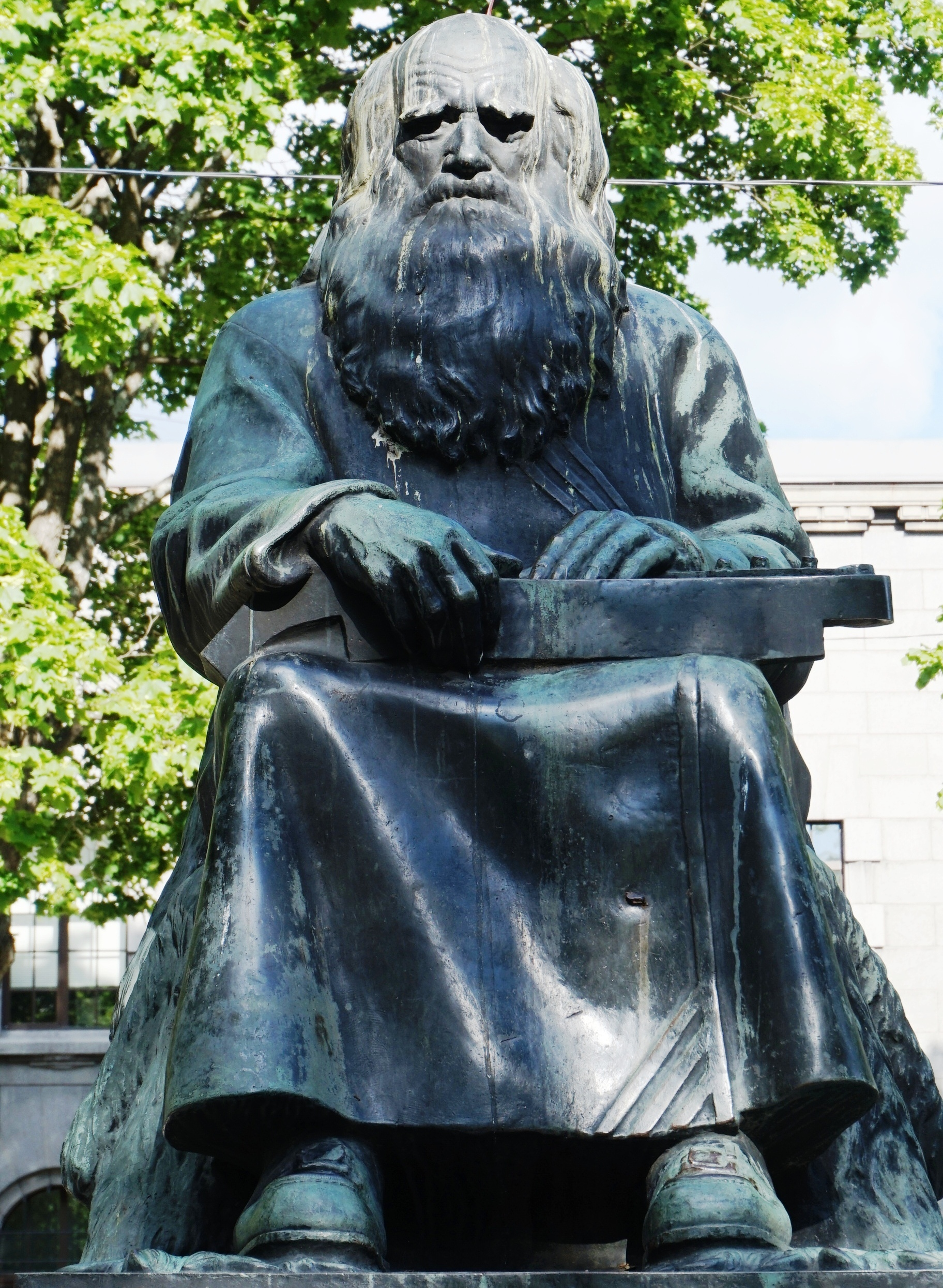
位於卡累利阿索爾塔瓦拉Kolmikulmanpuisto Park內的（一名符文歌手）雕像

不少文化建立不同形式的詩歌。在發展較完善的詩體中，一首詩的押韻方法、韻律和其他元素受詩體自身的規則所限。由挽歌只規限詩歌的寫法，至加扎勒和維拉內拉詩的一種高度規範化的格式，不同的詩體對於上述元素的限制既可寬鬆，亦可嚴緊。下文僅列出一些常見且廣泛應用於多種語言的詩歌形式，至於其他形式的詩歌，則請參閱有關不同文化或時期的詩歌條目，又或這個術語表。

### 十四行詩
在常見詩歌形式中，十四行詩在中世紀後期起成為其中一種受歡迎的詩歌形式，而其在十三世紀起漸漸被標準化成一種長度為十四行，且對押韻及邏輯有一套標準的詩歌。打從十四世紀及義大利文藝復興起，這種形式在弗朗切斯科·彼特拉克的筆下更進一步結晶化（其作品於十六世紀時，被托马斯·怀亚特翻譯成英語。托馬斯亦因將十四行詩引入至英語文學界而被受讚揚）。傳統意式或彼特拉克式十四行詩遵從「ABBA, ABBA, CDECDE」這種押韻規律，縱使部份變體（當中最常見的為「CDCDCD」規律，尤其於最後六行詩句）亦常見。而英式（或莎士比亞式）十四行詩則遵從「ABAB, CDCD, EFEF, GG」這種押韻規律，當中包含了第三組四行诗（以四行為一組）、詩末的对句，以及從傳統意式十四行詩繼承而來的多元韻腳舖排。在傳統上，以英語編寫的十四行詩常為採用五音步抑揚格，而在罗曼语族編寫的詩歌中，則以十一音節及亞歷山大詩體（或稱「六音步抑揚格」）為最常用的韻律。
各種十四行詩常常使用「轉折」（volta）以表達思想的變化、回答／提出問題，又或引伸出更複雜的主題。這「轉折」通常可採用一個「but」字句，將較早行句中的內容否定化或複雜化。在彼特拉克式十四行詩中，這種轉折傾向放於首兩組四行詩及最後六行之間，唯英式十四行詩則通常將之放在最後的對句中或其附近。
十四行詩在某些特別場合中與「崇高的詩意措辭」（high poetic diction）、「想像生動」（vivid imagery）及「浪漫愛情」（romantic love）所連繫，主要原因是弗朗切斯科·彼特拉克的影響及早期英語文學圈中的十四行詩人如埃德蒙·斯宾塞（斯賓塞式十四行詩正是以他為名）、迈克尔·德雷顿及莎士比亞，當中尤以最後者的十四行詩在英語詩歌中最為知名，而其中20部作品亦被收錄在《牛津英語詩集》中。然而，轉折手法所衍生的變化與轉變對不少主題帶來一種邏輯上的靈活性。從古至今，不少十四行詩詩人均善用這種形式以表達對於政治（约翰·弥尔顿、珀西·比希·雪莱、克勞德·麥凱伊）、神學（约翰·多恩、杰拉尔德·曼利·霍普金斯）、戰爭（威爾弗雷德·歐文、E·E·卡明斯）上，又或與「性」相關（卡罗尔·安·达菲）的話題。另外，部份如泰德·貝里根及約翰·貝里曼的後現代作者突破十四行詩形式的傳統定義，並完整演譯一種常常缺乏押韻、清晰的思維發展，甚或遵從既有的行數限制（十四行）的「十四行詩」。

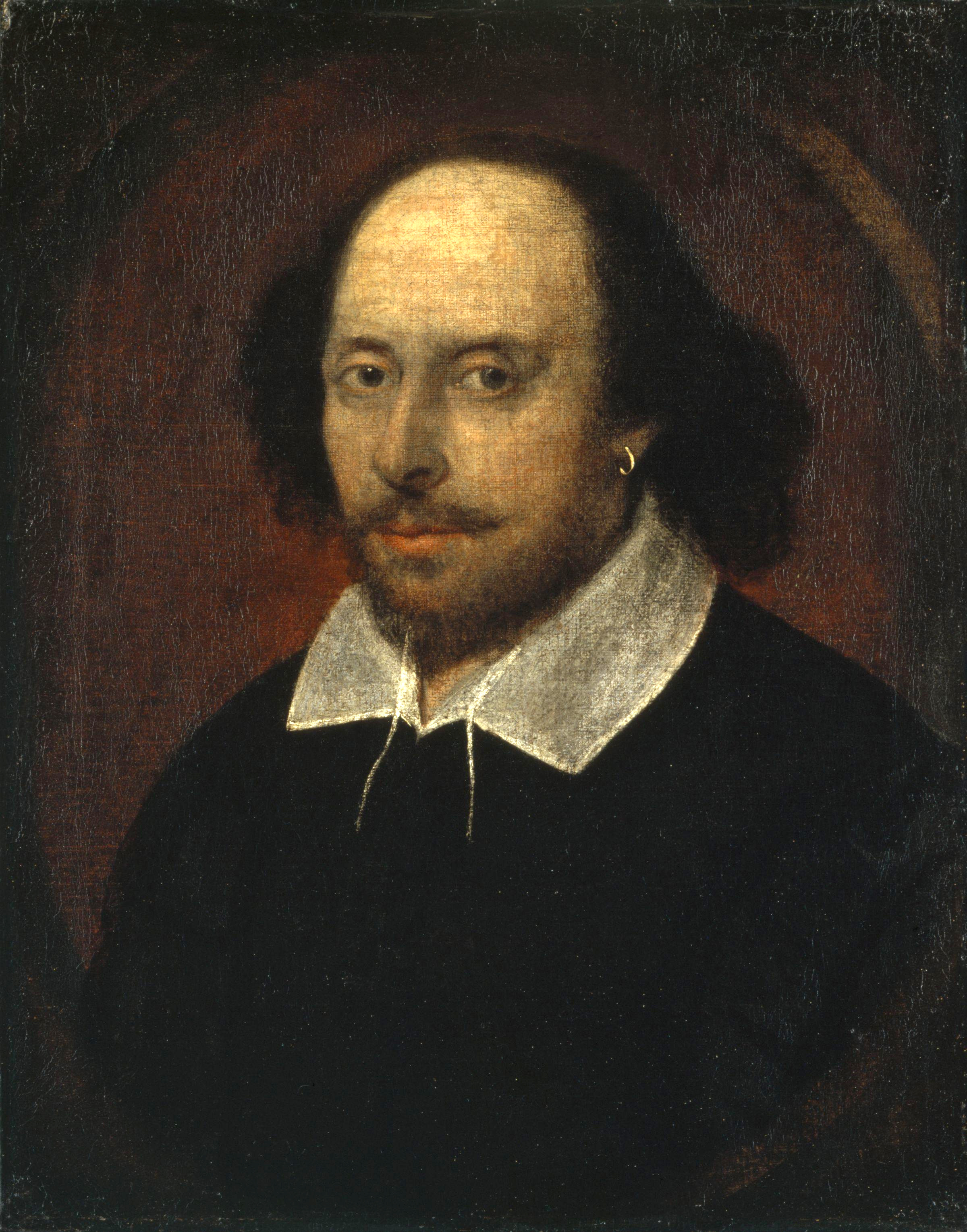
莎士比亞的十四行詩作品在英語詩歌圈中為數一數二的知名
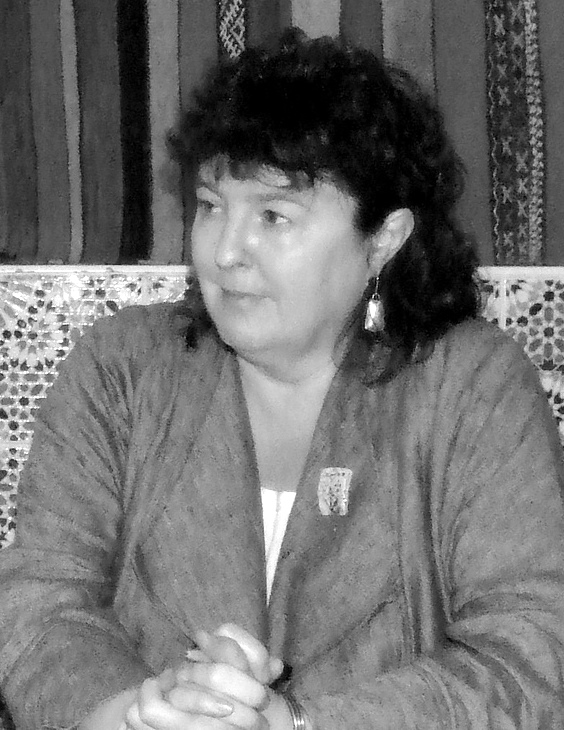
卡罗尔·安·达菲曾是英國桂冠詩人之一，曾經以十四行詩的方式諷刺2009年英國國會開支醜聞（英语：United Kingdom parliamentary expenses scandal）

### 中國古典詩歌

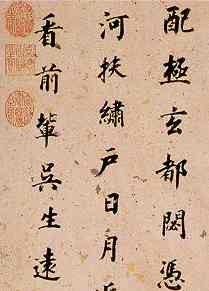
杜甫是唐代其中一位著名詩人，曾著有古詩《冬日洛城北谒玄元皇帝庙》

詩歌是中國文化的一個重要表現和載體，亦是中國歷史最為悠久的文學體裁。中国传统的古典诗歌（古诗）和后来受西方诗歌影响的新诗（现代诗，自由诗）有很大的不同。
早期的中国诗歌，从春秋时期的诗经，到汉代乐府，格律上都较为自由。魏晋时期，诗歌创作更加成熟，但诗歌格律仍没有后世严格。诗歌行數和每行的字數可不限。压韵是必须的，但平仄和对仗都不甚讲究。这样的诗歌后来被称为古体诗。中國詩歌最鼎盛的時期是唐朝(618-907年)。这一时期出现了格律严格的近体诗。“唐诗”被视为中国文学史上的高峰。
成熟时期的中国古典诗歌（以近体诗为代表），在格律上有相当严格的要求。一般而言以四行（又稱「绝句」）或八行（又稱「律诗」）為常見，並以雙數句為押韻句。一首詩每行的字數受詩體的字數限制而定，大多為五言或七言。:1-2, 15-18
「近體詩」一名早於沈约（公元441-513年）在世之時已有理論基礎，唯要待陳子昂（公元661-702年）在世之時才算是發展成熟。:111, 115近體詩格律對平仄有規定。所谓平仄，包括但不限於對中古汉语的四聲之規律與使用。近體詩的基本形式律詩有八行，每两行为一联，称为首聯、頷聯、頸聯和尾聯。其中頷聯、頸聯需用对仗。对仗要求內容有對比關係，且語法上也符合對偶規定。近體詩通常用詞、引喻豐富，且內容可為廣泛，包括歷史與政治。唐代（八世紀）詩人杜甫（公元712-770年）是最为著名的近体诗人之一。
唐朝之后，诗的变种 — 词和曲得倒了很大发展。词的创作在宋代达到鼎盛。在中国文学史上，“宋词”是与“唐诗”并称的文学成就。曲是元代的诗歌主流，所以也被称为“元曲”。

### 維拉內拉詩

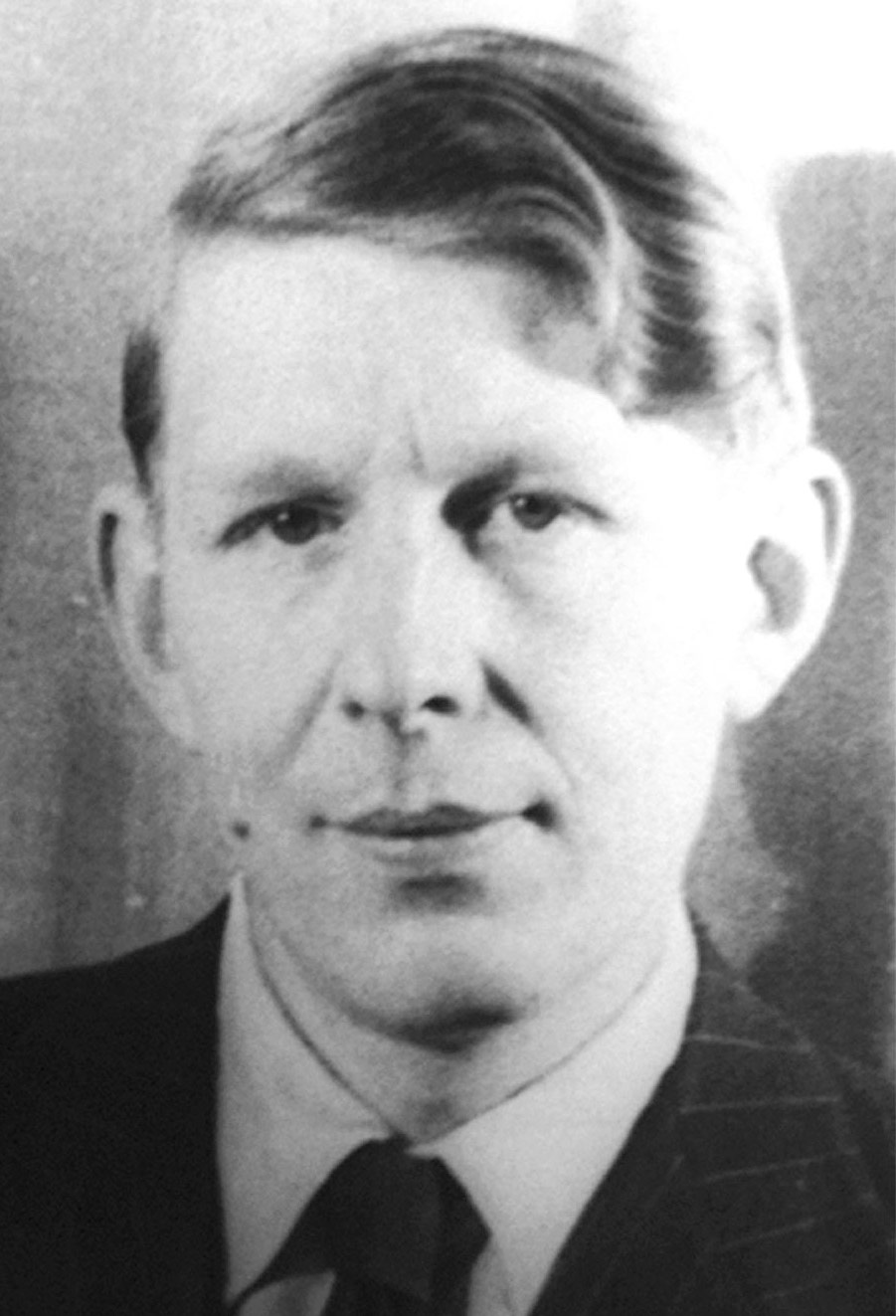
威斯坦·休·奥登是英語文化圈中其中一位俳句詩人代表

維拉內拉詩是一種由五個三行聯句組成，並以四行詩節作結的十九行詩歌。該詩歌形式的特色在於擁有兩段副歌：這些副歌初用於詩歌首節的第一及第三句，其後於各節的末段中交替使用（唯不包含末節，因該節以兩段副歌作結）；而其餘的詩句則以a-b的方式交替押韻。自十九世紀晚期起，維拉內拉詩漸漸於英語世界中成為常用的詩歌形式，而著名詩人計有狄兰·托马斯、威斯坦·休·奥登及伊丽莎白·毕晓普。

### 五行打油詩
五行打油詩是一種經常帶有幽默氣息的五行詩歌。節奏感於五行打油詩顯得尤為重要，皆因第一、二及五行須有七至十個音節，但第三、四行則只需五至七個音節；與此同時，各行之間必須押韻及擁有相同的韻律。五行打油詩的著名詩人包括愛德華·利爾、丁尼生、魯德亞德·吉卜林及羅伯特·路易斯·史蒂文森。

### 短歌

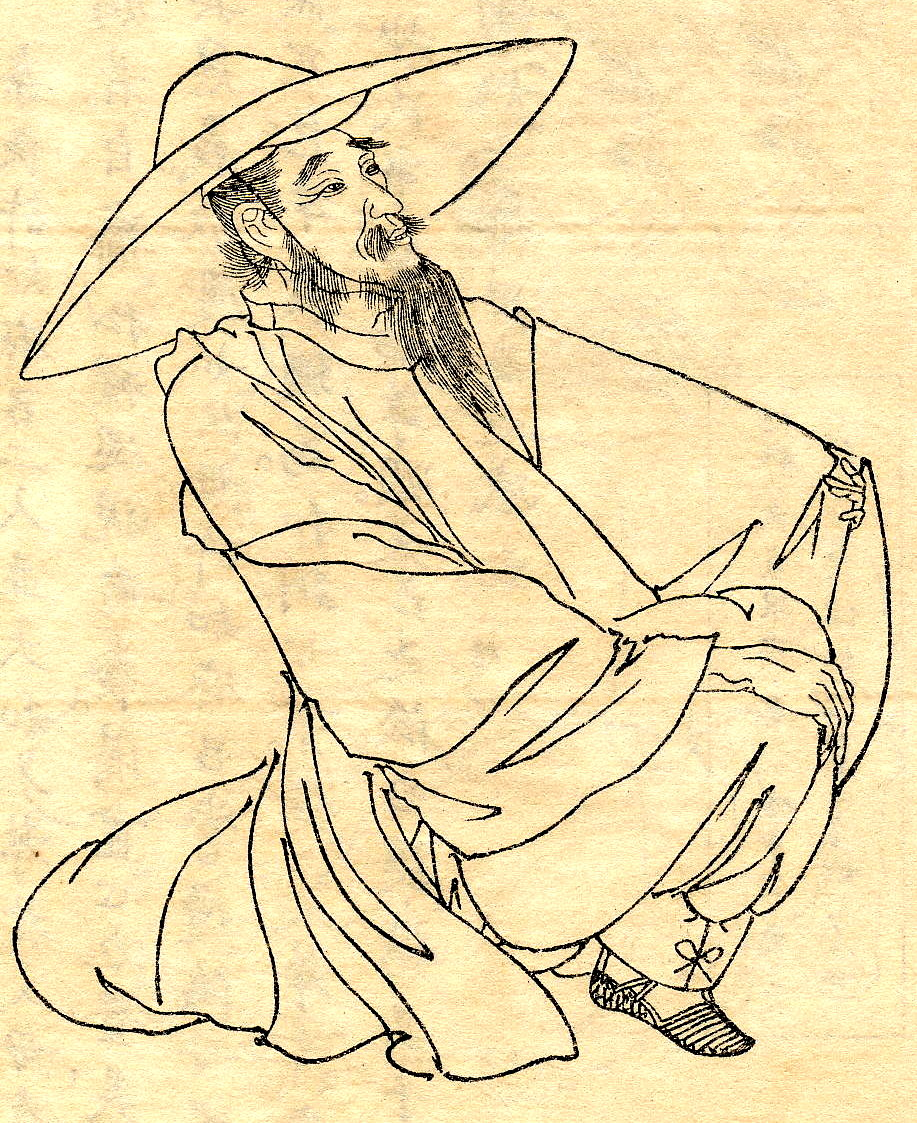
柿本人麻呂是飛鳥時代的短歌詩人

短歌是一種不講求押韻的日本詩歌，由五節共31個音（音系學單位，與英語圈中的「音拍」相同），以「5-7-5-7-7」結構組成。在前半段的5-7-5結構與後半段的7-7結構之間，通常會有一個音調與主題的轉變。早於飛鳥時代，已有諸如柿本人麻呂（七世紀後期在世）等詩人創作短歌，而當時日本詩歌界正受中國詩歌影響。短歌原是日本正式詩歌（一般指「和歌」）中最短者，並常用以探索自我而非公共主題。至十世紀，短歌成為日本詩歌的最主要形態，而既有的用語「和歌」（日本詩歌）則用以代表短歌，而無他者。到了現在，人們仍有廣泛創作新的短歌作品。

### 俳句
俳句是在各種不講求押韻的日本詩歌中最為流行的一種詩歌形式，在十七世紀從發句（或連句的首段詩節）發展而成。一般而言，一首俳句以一直行寫畢，並包含三節共17個音（或「音拍」），以5-7-5形式排列。傳統而言，俳句包含一個切字及一個季語，當中前者常放於全詩其中一節之末端。松尾芭蕉為一最知名的俳句名匠，而他其中一首作品如下：
「富士の風や扇にのせて江戸土産」
- 整句可譯作：
- 富士山的風
- 我給自己帶了把扇！
- （這把扇）是一份來自江戶的禮物

### 泰國詩歌
克隆詩是云云泰國詩歌形式中最舊者。這能從該詩體對特定音節的音調記號（需以「mai ek」或「mai tho」標記）之要求中反映，而這種規定或可能從泰語只有三個音調（而非現時的五個音調，阿瑜陀耶王国時期曾對泰語音調進行拆分）的時候衍生出來，當中兩個音調正正就是代表上述兩個音調記號。這種形式通常會被視為一種高級且高雅的詩歌形式。
在克隆詩中，一個詩節（「bot」）中有數行（「bat」，出自巴利语及梵语的「pāda」一詞，解作「步」），而行數之多寡視乎形式而定；當中一個「bat」可分為兩個「wak」。首個「wak」有五個音節，而第二個「wak」的音節數量則視乎形式而定，可能沒有硬性規定。克隆詩的形式命名視乎一個詩節中的「bat」數量而定，亦可分為兩大類：索番克隆詩及丹克隆詩。二者分別在於最後一個「bat」中第二個「wak」的音節數量，及詩節之間的押韻規定。

#### 四索番克隆詩
四索番克隆詩是現存泰國詩歌形式中最常見者。該形式在每詩節中有四個「bat」，當中每行的首個「wak」有五個音節，而第一及第三個「bat」的第二個「wak」有兩個或四個音節（而第二及四個「bat」則分別為兩個音節及四個音節）。「Mai ek」需要七個音節，而「Mai tho」則需要四個音節。「死詞」（"Dead word"）音節允許置於需要「mai ek」的音節，而修改串字以符合詩體要求一般而言是允許的。

### 奧德詩

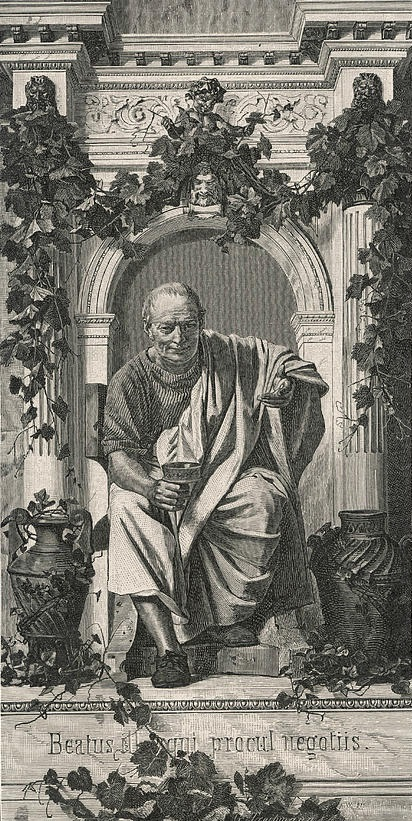
贺拉斯是羅馬帝國時期的抒情詩人之一，曾著有《奧德 (賀拉斯)》一書

奧德詩是一種最初由一些以古希臘語（如品达）及拉丁語（如贺拉斯）寫作的詩人創造出來的詩歌形式。於不少受希臘及拉丁文化影響的文化圈子中，這種詩歌形式衍生出不少形式。一般而言，一篇奧德詩可分為三個部分：正旋舞歌、回舞歌及长短句交替。當中回舞歌部份在格律和押韻規律（視乎傳統而定）上與正旋舞歌部份相若，但長短句交替部份則截然不同。奧德詩採用更為正式的措詞，常以嚴肅的主題為主軸。正旋舞歌與回舞歌從另一面看主題，並通常帶有矛盾和觀點；而長短句交替則將主題推進一層，針對內裡問題進行觀察或解析。奧德詩通常供兩支合唱隊（或兩個人）朗誦或吟唱，其中一支合唱隊（或其中一人）演譯正旋舞歌，另一支（或另一人）則演譯回舞歌，而長短句交替則一同演譯。時移世易，奧德詩出現了不同的形式，而這些形式在表達形式與結構上亦有頗大的變化。其中一種與奧德詩類似的非西方形式正是波斯詩歌中的盖绥达。

### 加扎勒
加扎勒是一種普遍於阿拉伯語、孟加拉語、波斯語及烏爾都語地區的詩歌類型。在傳統格式上，加扎勒有5至15對押韻的對聯，並在第二行末共享一段副歌。這段副歌可為其中一個或多個音節，並以一個押韻作開首。詩歌的每一段均有其獨特的韻律，而內容多數反映無法實現的愛，又或神性的主題。
一如許多語言具有其他且歷史悠久的形式，加扎勒現時已經演變出不同變體，當中包括在乌尔都语中具備半音樂形式的詩詞形態。加扎勒與蘇非主義有著歷史上的密切關係，當中有一定數量的蘇非主義主要宗教作品均採用加扎勒形式寫成。而加扎勒相對平穩的押韻與採用副歌所製造的咒語效果，亦與蘇非主義本身的神祕主題相當吻合。在此形態的加扎勒詩人之中，尤以13世紀的波斯詩人鲁米為數一數二的高手。而在云云加扎勒詩人之中，哈菲兹是其中一個最為有名的，而他的作品常常包含曝露偽善的主題。哈菲兹的生活與詩歌作品已成為不少分析、評論和解釋的主題，而其對十四世紀晚期波斯文學創作的影響，更遠高於任何同期作家。约翰·沃尔夫冈·冯·歌德的抒情詩合集《西東詩集》，創作靈感正是源自這位波斯詩人哈菲兹。

## 体裁
詩歌除了擁有不同的形式外，在體裁的選用上亦是五花八門。一般而言，一種詩歌體裁往往是對於一篇詩歌的題材、風格，又或在廣泛層面上的文學特徵而訂立的慣例或分類。部份評論視體裁為文學的自然形態，亦有意見認為體裁研究是一門研究不同的作品如何關連和參照其他作品。

### 敍事詩

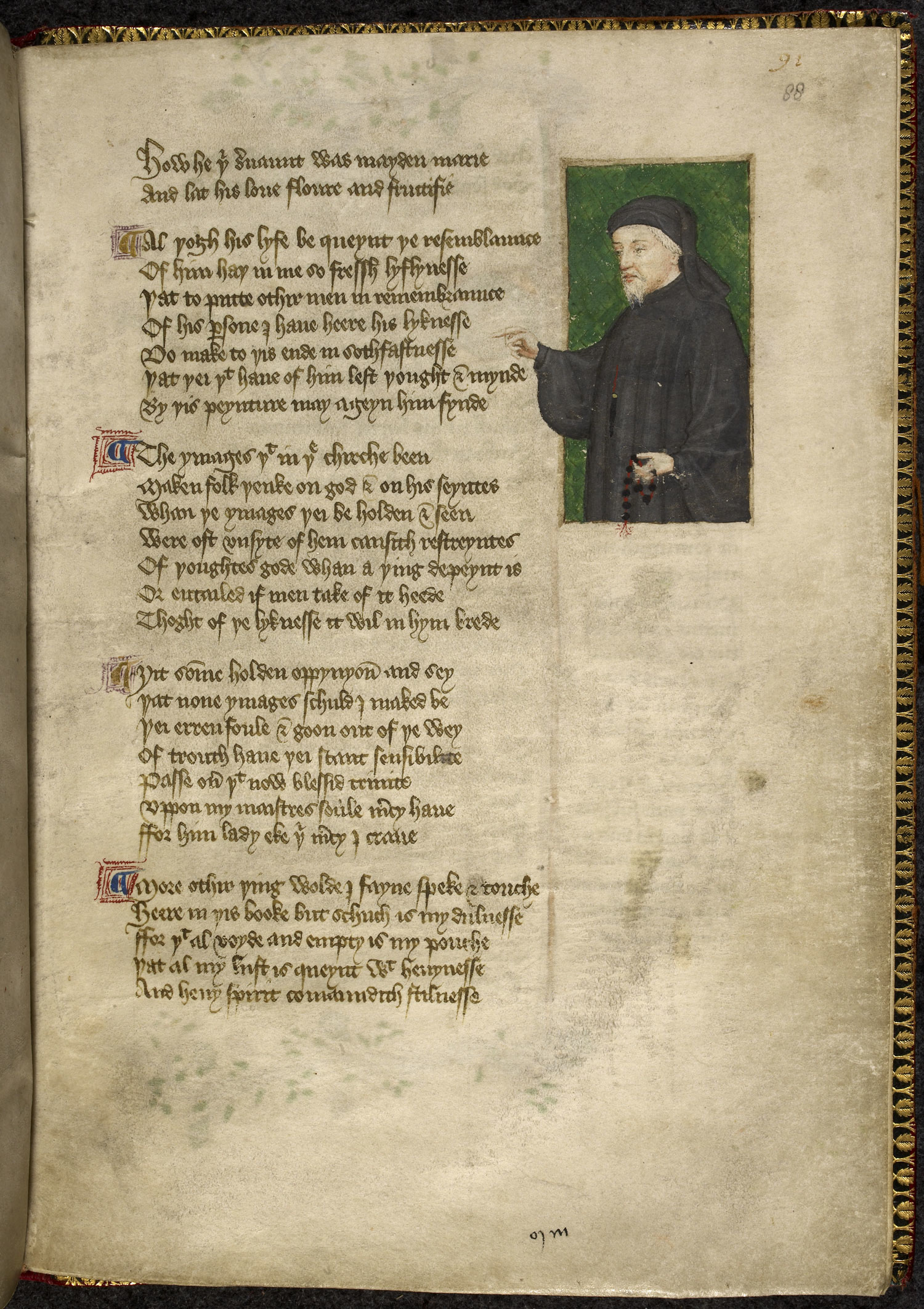
杰弗里·乔叟是敍事詩的代表人物之一

敍事詩是一種用作述說故事的詩歌體裁。廣義而言，這種體裁亦包括史诗，但「敍事詩」一詞通常則用以形容。有指敍事詩可能是現存最久的詩歌種類。不少荷马學者認為，荷馬所著的《伊利亚特》和《奥德赛》均整合自多篇題材相關，而篇幅較短的敍事詩。大部分敍事詩，如英式谣曲，又或波羅的式、斯拉夫式史詩，是根植於在文字出現之前口述傳統的一種表演詩。據推測，一些區分詩歌與散文的特徵，例如韻律、頭韻及日耳曼詩歌中的複合隱喻語，曾用作吟游诗人（背誦傳統故事的人）的記憶輔助工具。
著名敍事詩詩人包括：奧維德、但丁·阿利吉耶里、胡安·魯伊斯、威廉·朗蘭、杰弗里·乔叟、費爾南多·德·羅哈斯、路易·德·賈梅士、威廉·莎士比亚、亚历山大·蒲柏、羅伯特·伯恩斯、亚当·密茨凯维奇、亚历山大·谢尔盖耶维奇·普希金、爱伦·坡、丁尼生及安妮·卡森。

### 抒情詩

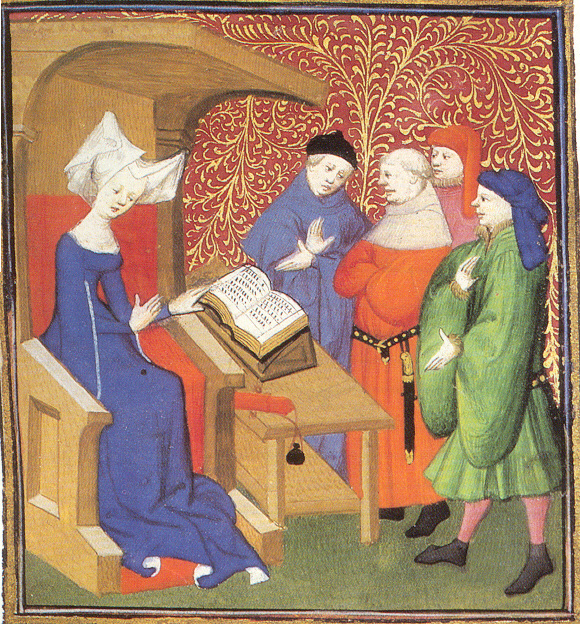
抒情詩代表人物之一克里斯蒂娜·德·皮桑（左）

有別於史诗與戲劇詩，抒情詩是一種不直接，但以更個性化的風格來說故事的詩歌體裁。此類的詩作偏向篇幅較短、旋律優美，且易於令人沉思其中。抒情詩的另一特點是著重於詩人自身的感覺、感质和感知，而非在描繪角色和行為。抒情詩的著名詩人包括克里斯蒂娜·德·皮桑、约翰·多恩、夏尔·波德莱尔、杰拉尔德·曼利·霍普金斯、安東尼奧·馬查多及埃德娜·聖文森特·米萊。

### 史詩

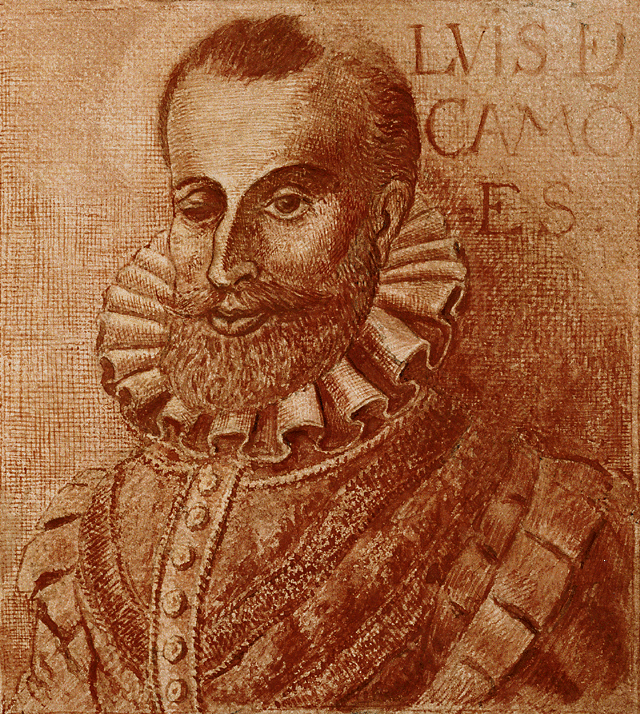
路易·德·賈梅士曾著有史詩《盧濟塔尼亞人之歌》

史詩是詩歌體裁的一種，亦為敍事文學的主要形態。這種體裁通常被定義為一種描繪英雄事蹟，又或反映當時文化的重要本質之長篇詩作。史詩透過連續敍述的方式，講述一個英雄、一個神話人物或一群人物的生平和事蹟。史詩的例子計有荷马的《伊利亚特》和《奥德赛》、维吉尔的《埃涅阿斯纪》、《尼伯龍根之歌》、路易·德·賈梅士的《盧濟塔尼亞人之歌》、《熙德之歌》、《吉尔伽美什史诗》、《摩诃婆罗多》、埃利亚斯·伦罗特的《卡勒瓦拉》、菲爾多西的《列王紀》、尼扎米的《康士》（英語：Khamse，解作「五書」）及《格萨尔王传》。自20世紀初開始，縱使史詩以至長篇詩的創作變得不再活躍，但仍有一些引人注目的史詩作品推出，而這些現代史詩包括艾兹拉·庞德的《詩章》、希尔达·杜利特尔的《海倫在埃及》及威廉·卡洛斯·威廉斯的《裴特森》。德里克·沃尔科特於1992年獲得诺贝尔奖，主要原因是其創作的史詩《奧麥羅》。

### 諷刺詩

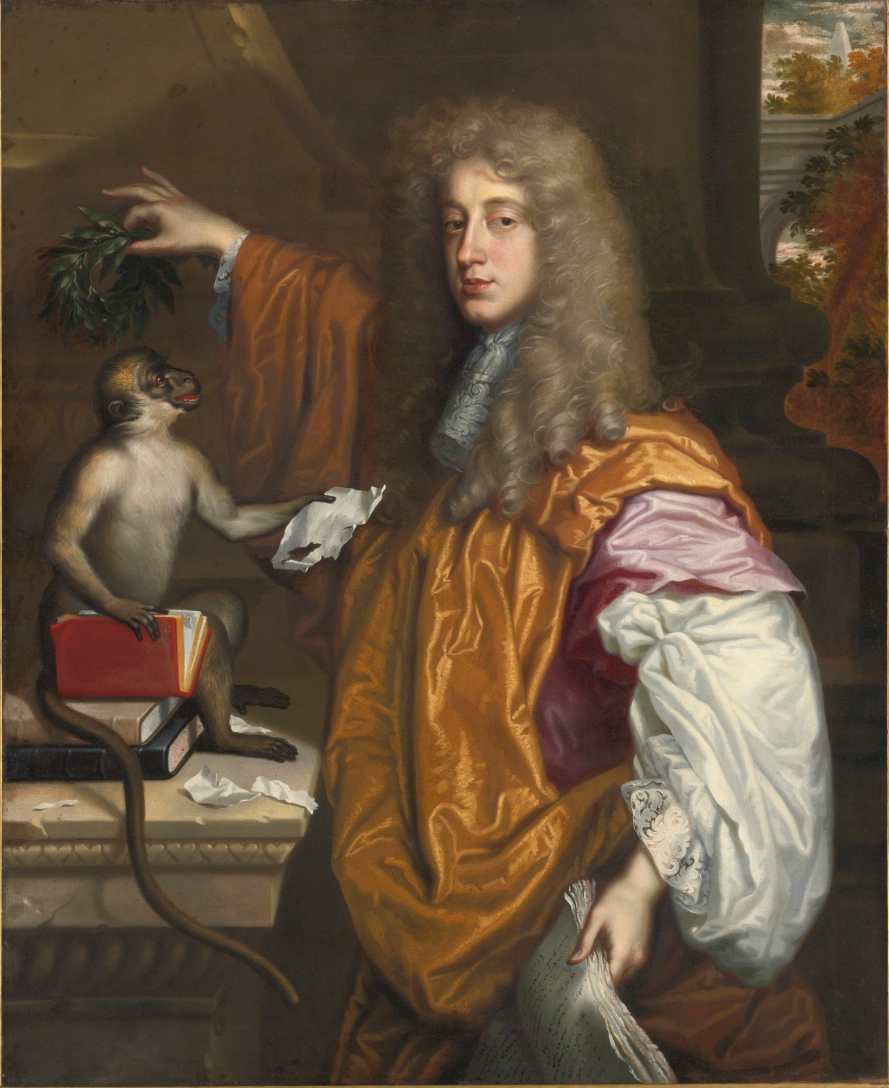
約翰·威爾默特是十七世紀英國諷刺詩的高手之一

詩歌可作為讽刺的強力武器。羅馬人對於諷刺詩擁有豐厚的傳統，而這些諷刺詩大多用以政治目的，而羅馬詩人尤维纳利斯的《諷刺》就是表表者。
此點對於英國諷刺傳統亦無誤。英國首名桂冠诗人、亦為云云托里之一的约翰·德莱顿於1682年出版的詩作《麦克·弗莱克诺》中，有一句「一首對於真正的藍色新教詩人T.S.的諷刺」（"A Satire on the True Blue Protestant Poet, T.S."，當中「T.S.」引用自另一名英國詩人托馬斯·沙德維爾的名字）。而第二代羅徹斯特伯爵約翰·威爾默特亦為英國在17世紀的諷刺詩大師。在英國境外，曾有創作諷刺詩的詩人包括波兰的伊格納齊·克拉西茨基、阿塞拜疆的米爾扎·阿拉克巴爾·薩比爾、葡萄牙的曼努埃爾·瑪麗亞·巴博薩·杜博卡奇及大韓民國的金起林（以其詩作《天氣圖》尤為著名）。

### 挽歌

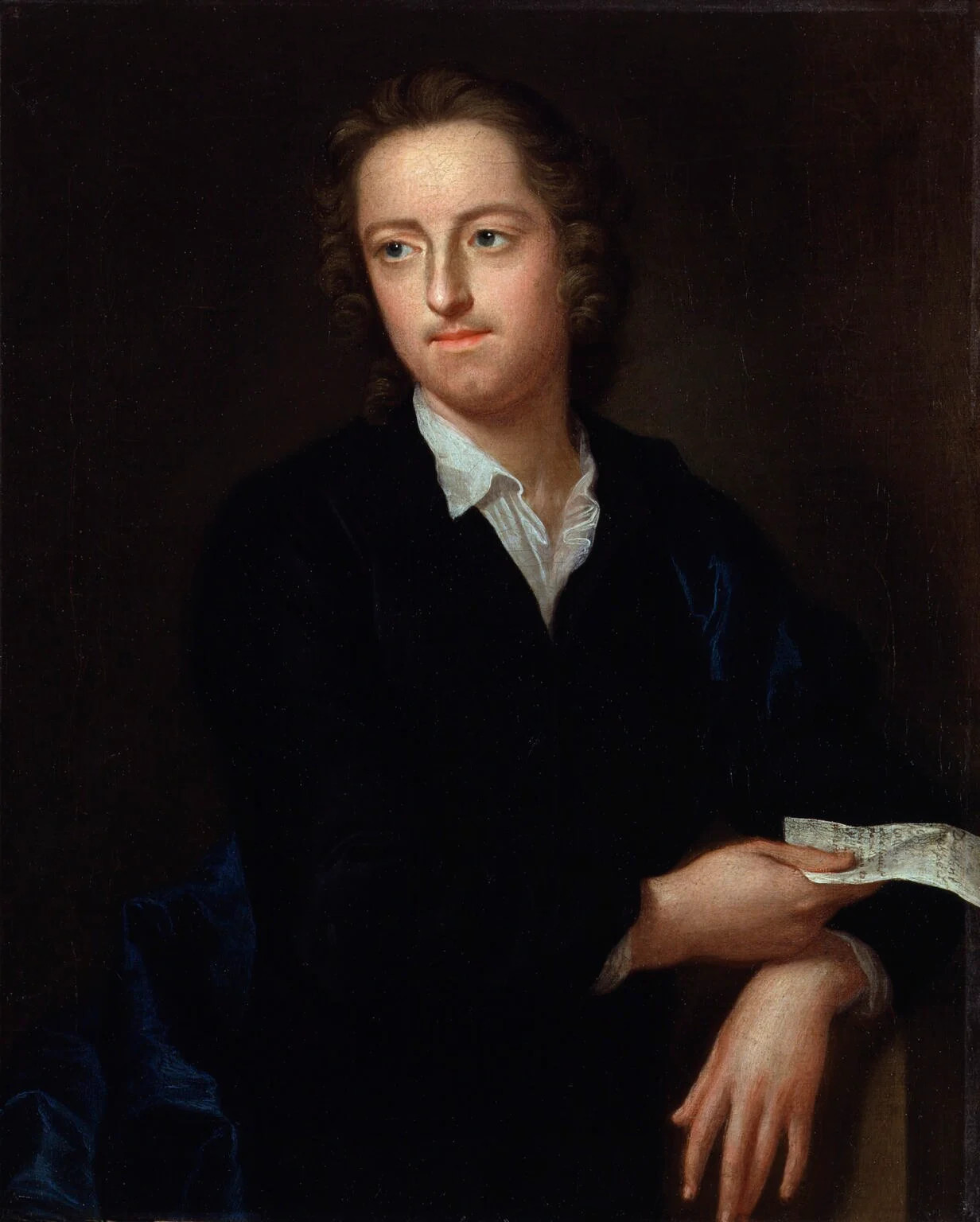
托馬斯·格雷是十八世紀後期「墓地派詩人」之一

挽歌是一首憂傷、憂鬱或悲涼的詩歌，通常作為死者的輓歌或用於葬礼的歌曲。「挽歌」二字原為詩歌韻律的一種（挽歌韻律），常以描述關於喪事的詩作。另外，「挽歌」或可用以反映某些在作者眼中認為是古怪或神祕的事情。挽歌作為對死者、對更平凡的悲傷，甚或對神祕事物的一種反思，或可被視作抒情詩的一種形態。
著名挽歌詩人包括普罗佩提乌斯、霍赫·曼里奎、揚·科哈諾夫斯基、奇迪奧克·蒂奇本、埃德蒙·斯宾塞、本·琼生、约翰·弥尔顿、托馬斯·格雷、夏洛特·特納·史密斯、威廉·卡倫·布萊恩特、珀西·比希·雪莱、约翰·沃尔夫冈·冯·歌德、葉夫根尼·阿布拉莫維奇·巴拉滕斯基、丁尼生、沃尔特·惠特曼、安東尼奧·馬查多、胡安·拉蒙·希梅内斯、威廉·巴特勒·叶芝、莱纳·玛利亚·里尔克及弗吉尼亚·吴尔夫。

### 寓言詩

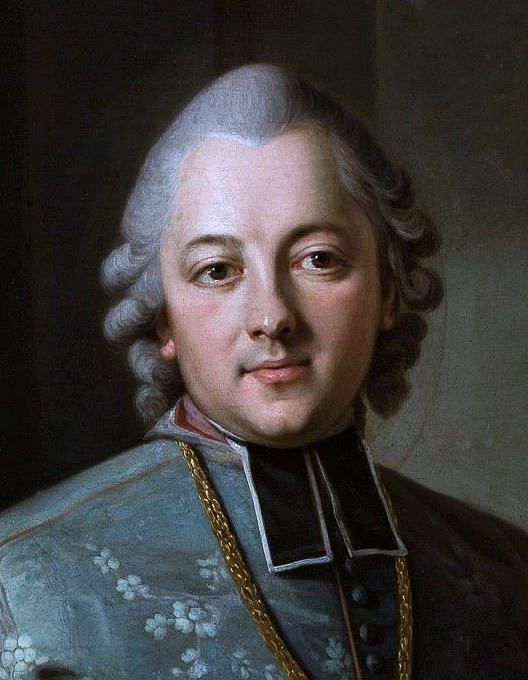
伊格納齊·克拉西茨基是寓言詩的代表人物之一

寓言是一種古代文類，通常（縱然不能說「總是」）以韻文形式呈現。它是一種包含擬人动物、傳說生物、植物、無生命的物體，又或大自然的力量，並述說一個道理（一種「道德」）的簡明故事。寓言詩在創作上會利用不同的韵律和押韻規律。
著名寓言詩詩人包括伊索、毗濕奴·夏爾馬、斐德羅、玛丽·德·法兰西、羅伯特·亨瑞森、盧布林·比耶納特、让·德·拉封丹、伊格納齊·克拉西茨基、費利克斯·瑪麗亞·德·薩馬尼戈、托馬斯·伊里亞特·奧羅佩薩、伊萬·克雷洛夫及安布罗斯·比尔斯。

### 戲劇詩
戲劇詩是由供演員唸讀或唱出的韻文寫成的戲劇。在不同的文化中，戲劇詩會以不同的形式與形態出現。在詩歌中的古希腊悲剧可追溯至公元前六世紀，而此或對印度傳統戲劇的發展帶來影響，正如印度戲劇輾轉對中國的變文詩歌戲劇（現今戏曲的前身）之發展帶來影響。東亞地區的詩歌戲劇亦包括日本的能剧。在波斯文学中，戲劇詩的例子包括尼扎米的兩套著名戲劇作品—《莱拉和玛吉努》和《霍斯勞和席琳》、菲爾多西的悲劇作品如《羅斯塔姆和索赫拉布》、鲁米的《玛斯纳维》、法赫魯丁·阿斯阿德·古爾加尼的悲劇作品《維斯和拉敏》，以及瓦希·巴夫奇的作品《法哈德》。20世紀的美國詩人將戲劇詩復興，當中包括艾兹拉·庞德的《Sestina: Altaforte,》和T·S·艾略特的《阿爾弗瑞德‧普魯弗洛克的情歌》。

### 思辨詩

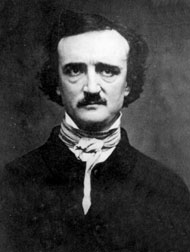
爱伦·坡有時會被視為「思辨詩之父」

思辨詩（又稱「奇妙詩」，當中古怪詩或恐怖詩是其中一個主要子分類）是一種處理「超越現實」主題的詩歌體裁，而這些主題可以來自科幻小说中的外推，又或恐佈小說中的怪異及可怕主題。這些詩作定期刊載於現代科幻小說作品及恐怖小說雜誌中。有時候，爱伦·坡會被視為「思辨詩之父」，皆因他在思辨詩體裁的貢獻中，其中之一就是其在1848年的随笔（基於該作品的推測性質，他將之稱作一則「散文詩」）《尤里卡：散文詩》中，包含其對宇宙大爆炸起源之推測，而這推測比乔治·勒梅特還要早四分之三個世紀。

### 散文詩
散文詩是一種結合散文與詩歌元素的混合體裁，或可能與微型小说（又稱「小小說」、「極短篇小說」）難以分辨。在現代讀者角度而言，縱然部份早期散文例子或會解讀成「詩歌」，「散文詩」的由來一般認為是始於19世紀的法國，而當時嘗試過這類詩歌的詩人包括阿洛伊修斯·貝爾特朗、夏尔·波德莱尔、阿蒂尔·兰波及馬拉美。尤自1980年代後期，散文詩逐漸受到讀者歡迎，在《The Prose Poem: An International Journal》、《Contemporary Haibun Online》及《Haibun Today》等全本式期刊中亦致力於該體裁及相關混合體。在20世紀，撰寫散文詩的拉丁美洲詩人包括奥克塔维奥·帕斯及亞歷杭德拉·皮薩尼克。

### 輕詩

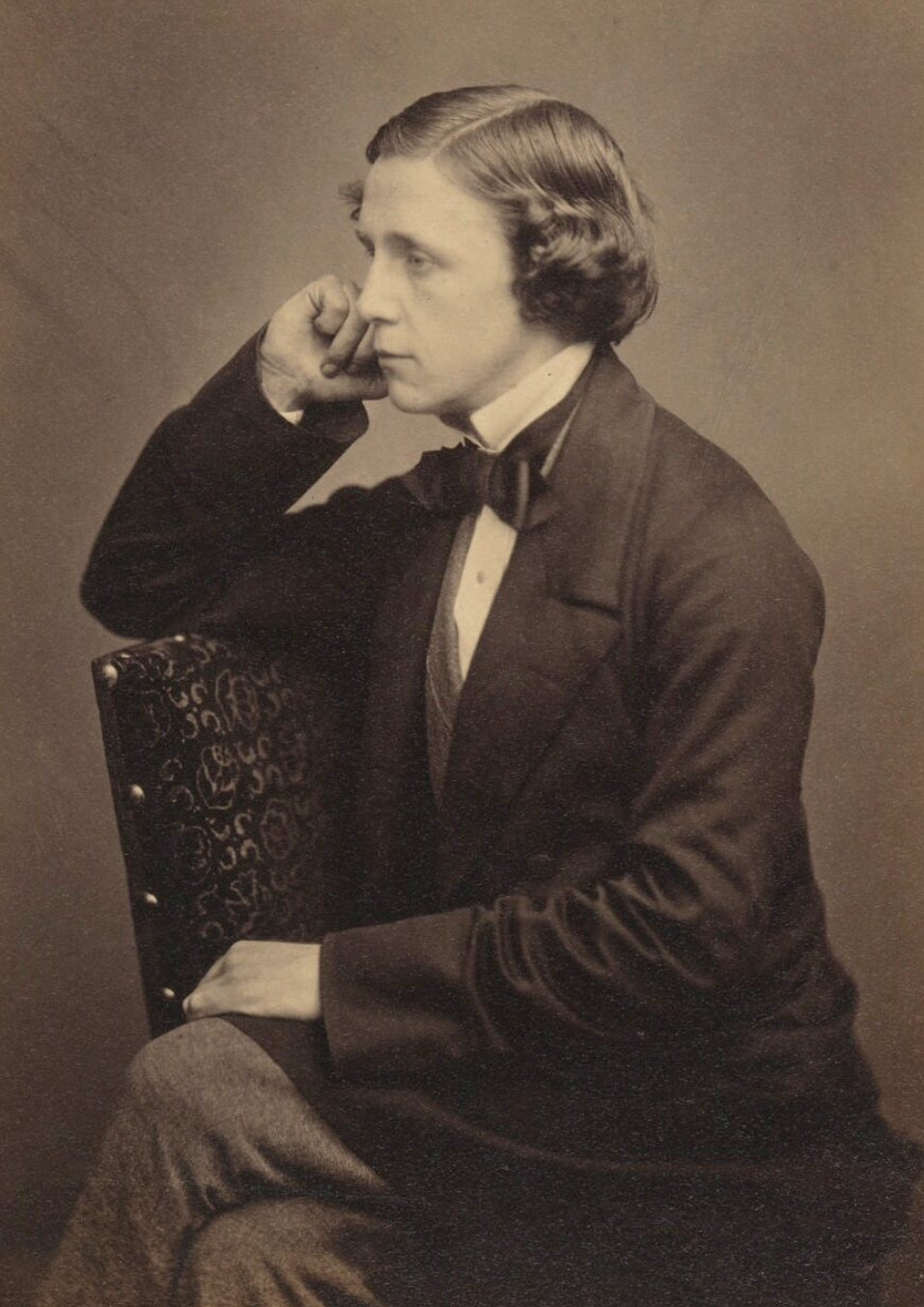
路易斯·卡羅既是兒童文學作家，亦是輕詩派著名詩人之一

輕詩是一種用作幽默的詩歌。輕詩之所以稱作「輕」是因為這些詩歌通常簡短、主題既可為輕浮亦可為嚴肅，而且經常包含文字游戏的元素，如雙關語、冒險的押韻及重度的頭韻。雖然少數自由詩人在傳統詩體以外的輕詩上不缺出色作品，於英語世界的輕詩至少違反若干正式常規。輕詩的主要形態包括五行打油詩、克萊里休詩及雙揚抑抑格。
雖然輕詩有時候會被貶稱為打油詩，又或被稱是隨意寫的詩歌，幽默在輕詩中往往以微妙或顛覆性的方式帶出嚴肅的觀點。而不少知名的「嚴肅派」詩人於輕詩創作上亦有超常發揮。著名輕詩詩人包括路易斯·卡羅、奧格登·拿殊、X·J·肯尼迪、威拉德·R·艾斯、谢尔·希尔弗斯坦及溫蒂·科普。

### 滿貫詩
滿貫詩是一種詩歌體裁，源於1986年，馬克·史密斯於伊利诺伊州芝加哥舉辦首屆詩歌大滿貫。詩歌大滿貫中的演繹者在聽眾面前以情緒化的方式，就個人、社會或其他方面大聲評論，而比賽著重文字遊戲之美、語調和其抑揚變化。而滿貫詩在特定的「詩歌大滿貫」比賽中，通常均具競爭性。

## 現代詩爭論
傳統詩歌對詩的形式非常看重，形式的運用與發展基本是為了體現詩歌的美感、利於吟誦、和使內容更深刻。但現代詩歌多對格式要求有所放鬆，一般至少還保留著分行與押韻，或只剩分行。有些分行的“詩歌”，去掉分行後可能僅僅就是篇散文。完全不顧格式的詩歌，實際上已很難認定為詩歌，當然，這牽扯到詩歌的定義及其定義的發展。

## 延伸阅读
[在维基数据编辑]
 《欽定古今圖書集成·理學彙編·文學典·詩部》，出自陈梦雷《古今圖書集成》

### 註腳
1. 1 2  刘甫田; 徐景熙; 张德礼; 柳和勇. . 高等教育出版社. : 78-84. ISBN 9787040241181.
2. ↑  老舍. . 北京出版集团公司,北京出版社. : 93. ISBN 9787200106633.
3. ↑  Oral Literature in Africa, Ruth Finnegan, Open Book Publishers, 2012
4. ↑  藝術與建築索引典—詩 （页面存档备份，存于） 於2011年3月17日查閱
5. ↑  趙翼：《陔餘叢考》卷二
6. ↑  Corn 1997，第94頁
7. ↑  Minta, Stephen. . Manchester University Press. 1980: 15–17. ISBN 978-0-7190-0748-4.
8. ↑  Quiller-Couch, Arthur (编). . Oxford University Press. 1900.
9. ↑  Fussell 1965，第119-33頁
10. 1 2  Watson, Burton. . New York: Columbia University Press. 1971. ISBN 0-231-03464-4.
11. ↑  Faurot, Jeannette L. . China Books & Periodicals. 1998: 30. ISBN 978-0-8351-2639-7.
12. ↑  Wang, Yugen. . T'ang Studies. 2004-06-01, 2004 (22): 81-125. doi:10.1179/073750304788913221.
13. ↑  Schirokauer, Conrad. . Harcourt Brace Jovanovich. 1989: 119. ISBN 978-0-15-505569-8.
14. ↑  Kumin, Maxine. Varnes, Katherine , 编. . An Exaltation of Forms: Contemporary Poets Celebrate the Diversity of Their Art (University of Michigan Press). 2002: 314. ISBN 978-0-472-06725-1.
15. ↑  Thomas, Dylan. . In Country Sleep and Other Poems (New Directions Publications). 1952: 18.
16. ↑  Auden, WH. . Collected Poems (Random House). 1945.
17. ↑  Bishop, Elizabeth. . Geography III (Farrar, Straus & Giroux). 1976.
18. ↑  Poets, Academy of American. . poets.org.   [2020-10-10]. （原始内容存档于2022-04-30） （美国英语）. Limericks can be found in the work of Lord Alfred Tennyson, Rudyard Kipling, Robert Louis Stevenson
19. ↑  Samy Alim, H; Ibrahim, Awad; Pennycook, Alastair (编). . Taylor & Francis. 2009: 181. ISBN 978-0-8058-6283-6.
20. ↑  Brower, Robert H; Miner, Earl. . Standard University Press. 1988: 86–92. ISBN 978-0-8047-1524-9.
21. ↑  McCllintock, Michael; Ness, Pamela Miller; Kacian, Jim (编). . Red Moon Press. 2003: xxx–xlviii. ISBN 978-1-893959-40-8.
22. ↑  Ross, Bruce (编). . Charles E. Tuttle Co. 1993: xiii. ISBN 978-0-8048-1820-9.
23. ↑  Etsuko Yanagibori. . The personal notebook of Etsuko Yanagibori.   [2021-07-02]. （原始内容存档于2007-05-28） （英语）.
24. 1 2  . Thai Language Audio Resource Center. Thammasat University.   [2012-03-06]. （原始内容存档于2020-01-22） （英语）. (Reproduced from Hudak, Thomas John. . Monographs in International Studies, Southeast Asia Series. Athens, Ohio: Ohio University Center for International Studies. 1990. ISBN 978-0-89680-159-2.)
25. ↑  Gray, Thomas. . Elibron. 2000: 155–56. ISBN 978-1-4021-0064-2.
26. ↑  Gayley, Charles Mills; Young, Clement C.  Reprint ed. Kessinger Publishing. 2005: lxxxv. ISBN 978-1-4179-0086-2.
27. ↑  Kuiper. Kathleen , 编. . Britannica Educational Pub. in association with Rosen Educational Services. 2011: 51. ISBN 978-1-61530-539-1.
28. ↑  Campo, Juan E. . Infobase. 2009: 260. ISBN 978-0-8160-5454-1.
29. ↑  Qureshi, Regula Burckhardt. . Journal of the American Musicological Society. Autumn 1990, 43 (3): 457-97. doi:10.1525/jams.1990.43.3.03a00040.
30. ↑  Sequeira, Isaac. . The Journal of Popular Culture. 1 June 1981, 15 (1): 1-8. doi:10.1111/j.0022-3840.1981.4745121.x.
31. ↑  Yarshater. [2010-07-25]
32. ↑  Aga Khan III. . 1936-11-09  [2021-05-31]. （原始内容存档于2022-06-09） （英语）.
33. ↑  Shamel, Shafiq. . Peter Lang. 2013  [2014-10-29]. ISBN 978-3-0343-0881-6.
34. ↑  .   [2014-10-29]. （原始内容存档于2014-10-29） （英语）.
35. ↑  .   [2014-10-29]. （原始内容存档于2015-09-05） （英语）.
36. ↑  Chandler, Daniel. . Aberystwyth University.   [2011-12-10]. （原始内容存档于2015-05-09） （英国英语）.
37. ↑  Schafer, Jorgen. Gendolla, Peter , 编. . Verlag. 2010: 16, 391–402. ISBN 978-3-8376-1258-5.
38. ↑  Kirk, GS.  reprint ed. Cambridge University Press. 2010: 22-45. ISBN 978-0-521-13671-6.
39. ↑  Blasing, Motlu Konuk. . Princeton University Press. 2006: 1–22. ISBN 978-0-691-12682-1.
40. ↑  Hainsworth, JB. . Modern Humanities Research Association. 1989: 171–75. ISBN 978-0-947623-19-7.
41. ↑  . Swedish Academy.   [2011-12-10]. （原始内容存档于2017-08-10） （英语）.
42. ↑  Dominik, William J; Wehrle, T. . Bolchazy-Carducci. 1999: 1-3. ISBN 978-0-86516-442-0.
43. ↑  Black, Joseph (编). . 1. Broadview Press. 2011: 1056. ISBN 978-1-55481-048-2.
44. ↑  Treglown, Jeremy. . Review of English Studies. 1973, 24 (93): 42-48. doi:10.1093/res/xxiv.93.42.
45. ↑  Pigman, GW. . Cambridge University Press. 1985: 40-47. ISBN 978-0-521-26871-4.
46. ↑  Kennedy, David. . Routledge. 2007: 10-34. ISBN 978-1-134-20906-4.
47. ↑  Harpham, Geoffrey Galt; Abrams, MH.  10th ed. Wadsworth Cengage Learning. 2011-01-10: 9. ISBN 978-0-495-89802-3.
48. ↑  Keith, Arthur Berriedale. . Motilal Banarsidass. 1992: 57–58. ISBN 978-81-208-0977-2.
49. ↑  Dolby, William. Mackerras, Colin , 编. . Chinese Theater: From Its Origins to the Present Day (University of Hawaii Press). 1983: 17. ISBN 978-0-8248-1220-1.
50. ↑  Giordano, Mathew. . Columbus, Ohio: Ohio State. 2004. Dramatic poetry: Pound’s 'Sestina: Altaforte' or Eliot’s 'The Love Song of J. Alfred Proufrock'.
51. ↑  Eliot, T.S. . tseliot.com. 1951  [2020-10-09]. （原始内容存档于2022-07-06） （英语）.
52. ↑  . www.modernamericanpoetry.org.   [2020-10-09]. （原始内容存档于2022-06-10）.
53. ↑  Allen, Mike. Dutcher, Roger , 编. . Science Fiction Poetry Association. 2005: 11-17. ISBN 978-0-8095-1162-4.
54. ↑  Rombeck, Terry. . Lawrence Journal-World & News. 2005-01-22  [2021-05-31]. （原始内容存档于2017-06-20） （英语）.
55. ↑  Robinson, Marilynne. . The New York Review of Books. 2015-02-05, LXII (2): 4, 6.
56. ↑  Monte, Steven. . University of Nebraska Press. 2000: 4-9. ISBN 978-0-8032-3211-2.
57. ↑  . Providence College.   [2011-12-10]. （原始内容存档于2011-12-04） （美国英语）.
58. ↑  .   [2011-12-10]. （原始内容存档于2011-10-05） （英语）.
59. ↑  .   [2021-05-31]. （原始内容存档于2015-08-17） （英语）.
60. ↑  Mary. . Mary Hutchings Reed. 2011-10-25  [2019-05-05]. （原始内容存档于2022-05-06） （美国英语）.
61. ↑  . Academy of American Poets. 2004-05-29  [2019-05-05]. （原始内容存档于2018-06-28） （美国英语）.
62. ↑  . Power Poetry.   [2019-05-05]. （原始内容存档于2022-05-06） （英语）.

## 延伸閱讀
- Brooks, Cleanth. . Harcourt Brace & Company. 1947.
- Finch, Annie. . University of Michigan Press. 2011. ISBN 978-0-472-05066-6.
- Fry, Stephen. . Arrow Books. 2007. ISBN 978-0-09-905934-9.
- Pound, Ezra. . Faber. 1951.
- Preminger, Alex; Brogan, Terry VF; Warnke, Frank J (编).  3rd ed. Princeton University Press. 1993. ISBN 978-0-691-02123-2.
- Francis, Norbert. . Lexington Books. 2017  [2021-07-02]. ISBN 978-1-4985-5184-7. （原始内容存档于2022-05-06）.

### 選集
- Ferguson, Margaret; Salter, Mary Jo; Stallworthy, Jon (编).  4th ed. W.W. Norton and Co. 1996  [2021-07-02]. ISBN 978-0-393-96820-0. （原始内容存档于2022-06-27）.
- Gardner, Helen (编). . Oxford University Press. 1972. ISBN 978-0-19-812136-7.
- Larkin, Philip (编). . Oxford University Press. 1973.
- Ricks, Christopher (编). . Oxford University Press. 1999. ISBN 978-0-19-214182-8.
- Yeats, WB (编). . Oxford University Press. 1936.